# Celaenia tumidosa
Celaenia tumidosa Urquhart, 1891 è un ragno appartenente alla famiglia Araneidae.

## Caratteristiche
Rinvenuto un singolo esemplare femmina di dimensioni: cefalotorace lungo 6mm, largo 6,8 mm; opistosoma lungo 10,2 mm, largo 15 mm, spesso 10mm.

## Distribuzione
La specie è stata reperita in Tasmania.

## Tassonomia
Al 2012 non sono note sottospecie e dal 1891 non sono stati esaminati nuovi esemplari.